# Hérault
Der Hérault (Okzitanisch: Erau, von lateinisch: Arauris) ist ein Fluss in Südfrankreich (Region Okzitanien), der dem Département Hérault seinen Namen gegeben hat.

## Geographie
Er entspringt in den südlichen Cevennen, im Massiv des Mont Aigoual. Seine Quelle befindet sich am Col de Prat Peyrot, im Gemeindegebiet von Valleraugue, in einer Höhe von etwa 1370 Metern. Er entwässert generell Richtung Süden und mündet nach rund 148 Kilometern zwischen Grau d’Agde (auf der östlichen Seite) und La Tamarissière (auf der westlichen Seite), zwei Ortsteilen von Agde, in das Mittelmeer. Der Hérault durchfließt auf seinem Weg die Départements Gard und Hérault.
Orte am Fluss
(Reihenfolge in Fließrichtung)
- Valleraugue
- Ganges
- Laroque
- Saint-Bauzille
- Saint-Guilhem
- Aniane
- Gignac
- Canet
- Paulhan
- Pézenas
- Saint-Thibéry
- Florensac
- Bessan
- Agde
- Grau d’Agde

Schifffahrt
Der Hérault ist von der Mündung stromaufwärts, über die Rundschleuse von Agde, bis zum Ort Bessan mit Schiffen befahrbar. In Agde quert der Fluss den Canal du Midi auf gleichem Niveau.

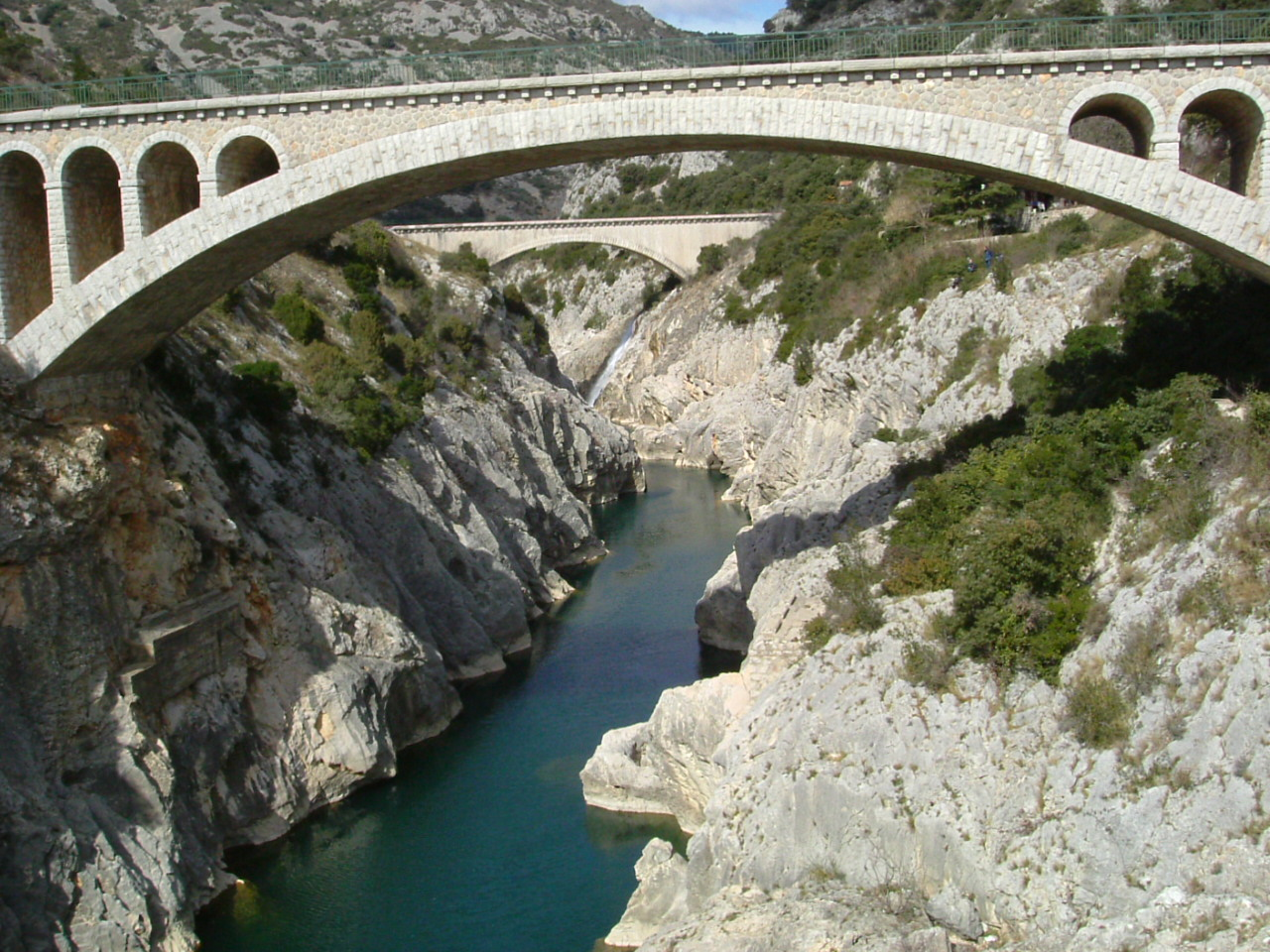
Die neueren Brücken vom Pont du Diable aus gesehen
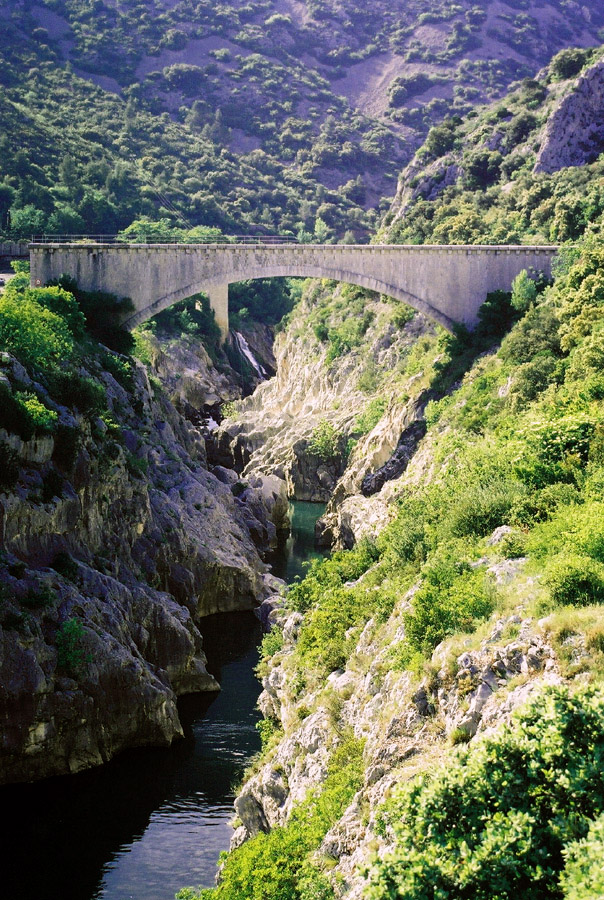
Héraultschluchten
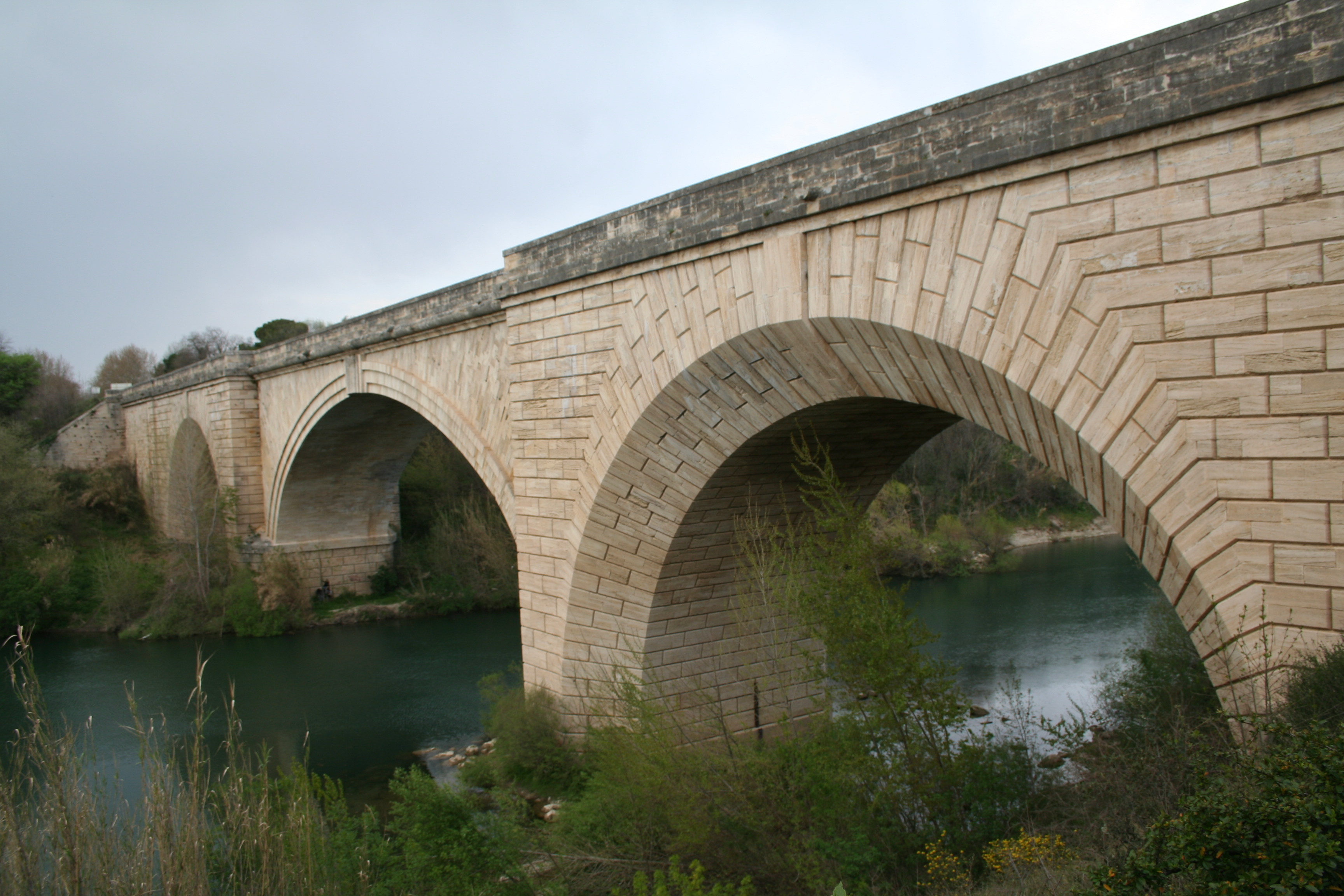
Brücke bei Gignac
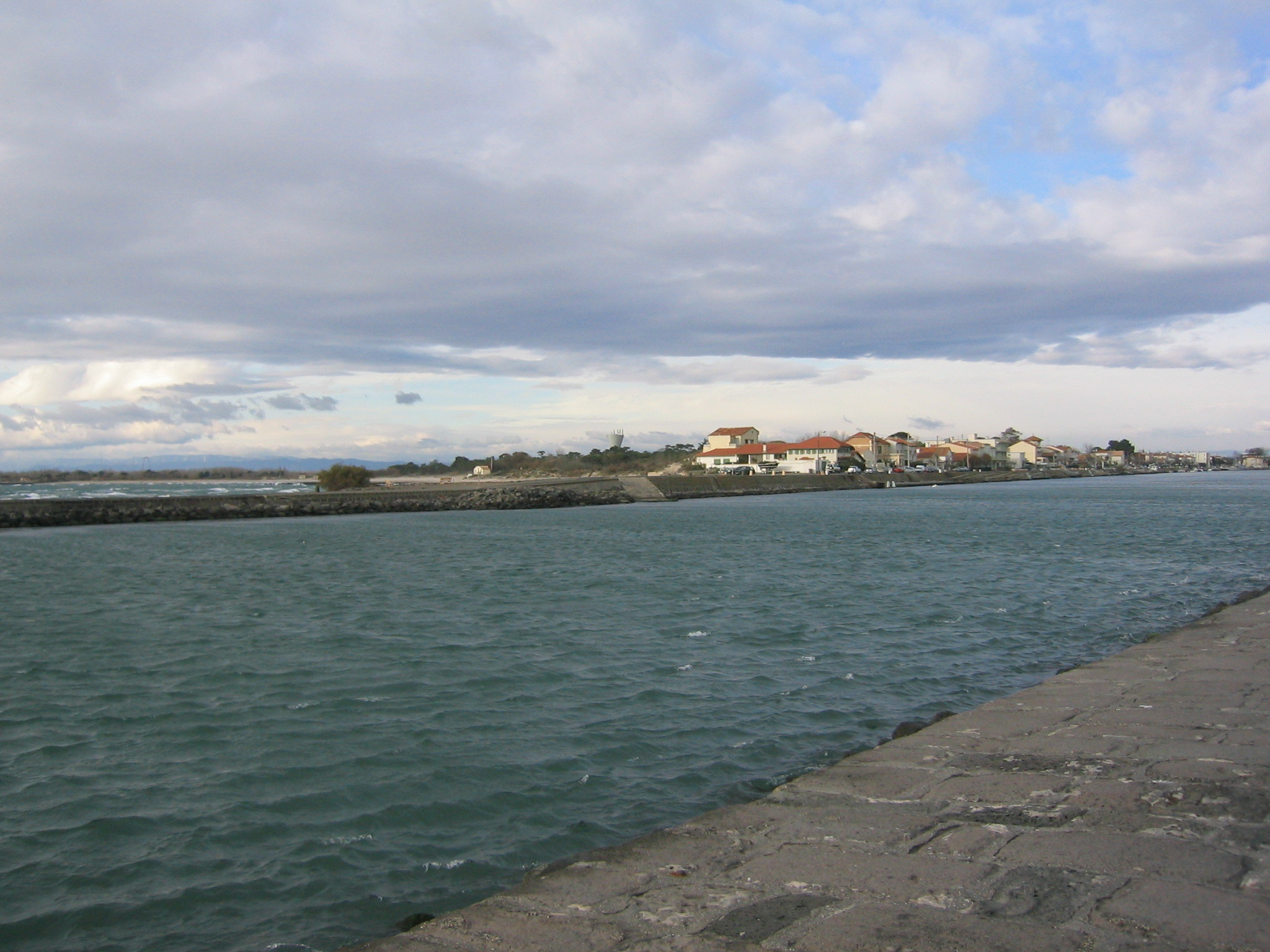
Der schiffbare Teil
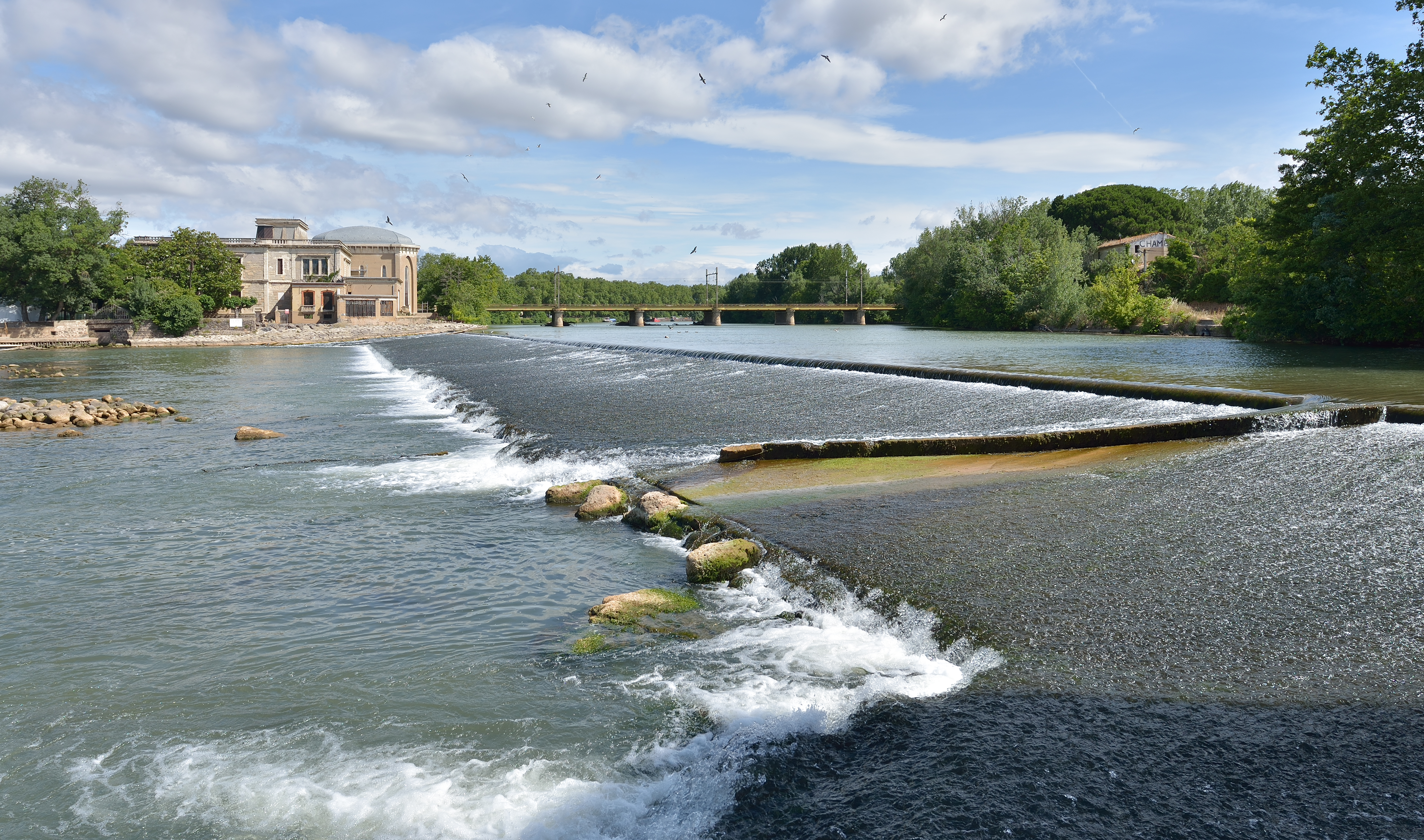
Der Hérault bei Agde